# Stenloken (Särna socken, Dalarna)
Stenloken är en sjö i Älvdalens kommun i Dalarna och ingår i Dalälvens huvudavrinningsområde.